# Бутурлин, Ефим Варфоломеевич
Ефим Варфоломеевич (Вахромеевич) Бутурлин (? — 1607) — московский дворянин, воевода и наместник во времена правления Ивана IV Васильевича Грозного, Фёдора Ивановича, Бориса Годунова и Смутное время.
Один из двух сыновей Варфоломея Михайловича Бутурлина.

## Биография

### Служба Ивану Грозному
В 1555 году дружка на 2-й свадьбе князя Владимира Андреевича Старицкого с княжной Е.Р. Одоевской.
В 1566 году участвовал в Земском соборе в Москве по поводу продолжения войны с ВКЛ из Ливонии и поставил свою подпись под соборным постановлением.
В 1579-1580 годах находился на воеводстве в Орле. 
В 1580-1581 годах воевода в Михайлов, а когда весной 1580 года на южнорусские земли напали крымские татары, он был отправлен под командованием князя Михаила Петровича Катырева-Ростовского за реку Оку для их отражения.
В 1581—1582 годах — осадный воевода в Пронске. 
В 1582 году был переведен в Тулу, где пробыл до осени 1584 года, когда получил приказ собраться с ратными людьми в Юрьеве-Поволжском и выступить для подавления восставших поволжских народов.

#### Служба Фёдору Ивановичу
В 1585 году служил наместником и воеводой в крепости Орёл, 28 февраля этого же года его перевели в Пронск, откуда в мае он был направлен под Шацк по известию по ногайскому набегу. 
В 1586 году воевода в Козельске.
В 1587 году вновь участвовал в подавлении черемисского восстания. 
В 1591 году служил воеводой в Царицыне.
В 1588 году пожалован в московские дворяне и в этом же году попал в опалу.
В 1591 году первый воевода "на переволоке в Царёве городе".
6 февраля 1597 года отправлен воеводой в Тобольск, где пробыл 1598 и 1599 годы. В эти года на него неоднократно жаловались за мздоимство.

##### Служба Борису Годунову
В 1601-1603 годах он вторично находится на воеводстве в Михайлове. 
В 1603 году Ефим Бутурлин получил царский указ выступить с ратными людьми в Медынь для борьбы с шайками разбойников. 
В 1604 году находился на воеводстве в Рязани, затем был переведен в Терки. 

###### Служба в Смутное время
В 1605 году находился в Москве, откуда, вместе с Григорием Фёдоровичем Образцовым был отправлен Лжедмитрием I в Кирилло-Белозерский монастырь, чтобы сопровождать туда сосланного царя Симеона Бекбулатовича и присутствовать при его пострижении.
В 1607 году  служил воеводой в Старом Осколе, где был схвачен и замучен самозванцем Лжепетром.
Не оставил после себя потомства.